# Comuna Căzănești, Telenești
Comuna Căzănești este o comună din raionul Telenești, Republica Moldova. Este formată din satele Căzănești (sat-reședință), Vadul-Leca și Vadul-Leca Nou.

## Demografie
Conform datelor recensământului din 2014, comuna are o populație de 2.604 locuitori. La recensământul din 2004 erau 3.262 de locuitori.

## Administrație și politică
Componența Consiliului local Căzănești (13 consilieri), ales la 5 noiembrie 2023, este următoarea:
|  | Partid                                | Consilieri | Componență | Componență | Componență | Componență | Componență | Componență | Componență |
|  | ------------------------------------- | ---------- | ---------- | ---------- | ---------- | ---------- | ---------- | ---------- | ---------- |
|  | Partidul Liberal Democrat din Moldova | 7          |            |            |            |            |            |            |            |
|  | Partidul Acțiune și Solidaritate      | 6          |            |            |            |            |            |            |            |